# 幸町 (高松市)
幸町（さいわいちょう）は、香川県高松市中心部の町丁。郵便番号は760-0016。全域が住居表示に関する法律に基づく住居表示実施地区である。町域は全て香川大学幸町キャンパス（本学）の敷地となっており、また同キャンパスの範囲も当町の町域と合致しているため、面的広がりにおいて幸町は同大学幸町キャンパスと同義である。

## 地理
高松市役所より0.9km、高松市中心部の西に位置し、北は市道五番町西宝線、東は大学通り、南は県道33号高松善通寺線、西は市道西浜宮脇線によって区切られた南北に長い町である。高松市都心部とは近接しており、町境外周道路の市道五番町西宝線や県道33号高松善通寺線といった東西方向の幹線道路によって結ばれている。全域が香川大学幸町キャンパスの敷地であるため、町内を通る公道は前述の町境外周道路を除けば市道八番町西浜新町線のみであり、東西を横切るこの道路を境に以北が幸町北キャンパス、以南が幸町南キャンパスに分かれ、町内に存在する住所も北キャンパスの幸町1番1号及び2号、南キャンパスの2番1号しか存在しない。
2010年国勢調査による人口は70人（男0人/女70人）、世帯数は1世帯、面積は12万6539.8m2、人口密度は553.2人/km2。公立中学校の校区は全域が紫雲中学校で、小学校は幸町1番（北キャンパスに相当）が新番丁小学校、幸町2番（南キャンパスに相当）が亀阜小学校に属している。
町内における都市計画法に基づく用途地域は、県道33号高松善通寺線及び市道五番町西宝線沿いが容積率300%、建ぺい率80%の近隣商業地域、それ以外が容積率200%、建ぺい率60%の第二種中高層住居専用地域である。
全域が香川大学のキャンパスであるため、夜間人口（定住人口）はキャンパス内にある女子寮（若草寮、定員70人）程度であるが、このキャンパスを主に使用する学部・研究科（教育学部・法学部・経済学部、教育学研究科・法学研究科・経済学研究科・地域マネジメント研究科・連合法務研究科）の学生数は2013年5月1日現在で3240人（学部生3013人、院生227人）、役職員数は447人となるため、昼間人口は非常に大きくなる。

## 歴史
明治時代までは香川郡西浜村及び宮脇村（旧）の一部にあたり、城下町に近接した農村地帯であった。1890年（明治23年）2月15日、自然村である両村は合併して新たに行政村としての宮脇村（新）となり、この付近はかつての自然村の区域を継承した大字西浜及び大字宮脇となった。1914年（大正3年）5月1日、宮脇村は高松市と合併（高松市にとって初の合併）し、この付近においてはそれまでの大字の区域を継承した西浜新町及び宮脇町として高松市の町丁の一部となった。なお、西浜新町となったのは、当時高松市内にはすでに西浜町（現、瀬戸内町及び扇町の各一部）が存在していたためで、それと区別するために新町を付したものである。
1914年（大正3年）、現・香川大学幸町北キャンパス北東部へ香川県立工芸学校が八番丁から移転し、1923年（大正12年）12月、現・香川大学幸町南キャンパスに高松高等商業学校が設立され、1924年（大正13年）6月には現・香川大学幸町北キャンパスの残部へ香川県師範学校が天神前から移転してきたことにより、一挙に広大な土地が造成されそれまで農村地帯であった現・幸町は連続した都市としての高松市市街地の一部分となった。
1930年（昭和5年）、当時の西浜新町から独立し、瑞祥地名として幸町が新設された。この当時の幸町は現在と異なり旧大字西浜の部分のみを町域としていた。当時の町域は現在の香川大学幸町北キャンパスとその北側部分と東側部分にあたる。
1945年（昭和20年）7月4日未明にアメリカ軍が行った無差別絨毯爆撃「高松空襲」によって町内も被災。その影響で校舎が全焼した香川県立師範学校は綾歌郡山内村（現・高松市国分寺町）国民学校へ移転し、校舎の大半が焼失した高松経済専門学校（高松高等商業学校から改称）も翌1946年（昭和21年）に善通寺市へ移転した。その後戦災によって移転した両校とも1948年（昭和23年）にそれぞれ高松へ復帰し、翌1949年（昭和24年）には両校を母体としてこの地に香川大学が設立された。また、残る香川県立工芸学校は1951年（昭和26年）に現在地である五番丁へ移転している。
一部が1958年（昭和33年）に六番町及び七番町へ、1966年（昭和41年）に扇町二丁目へ編入されたことにより、当町は香川大学幸町北キャンパスのみを町域とする町となった。1971年（昭和46年）には住居表示の実施に伴って、宮脇町及び昭和町の各一部が当町へ編入されたことにより、香川大学幸町キャンパスの全域が当町に含まれた。

## 主要施設
掲載順は住居表示による街区符号・住居番号順
- 香川大学幸町キャンパス（本学）